# Парк Малевича
Парк Малевича — парк в Одинцовском городском округе Московской области России близ деревни Раздоры. Площадь — более 360 гектаров.
Современная парковая территория с большим количеством инсталляций, переосмысливающая наследия супрематизма, в частности Казимира Малевича.
В парке располагается «Дуб Малевича», возле которого, по легенде, художник отдыхал после прогулки и писал картины.

## География
Располагается на территории Одинцовского городского округа Московской области.
Основную часть парка занимает система водоёмов с каскадами. На местах пересечения водных потоков с пешеходными маршрутами проложены мостки. Через расположенный ниже основной пруд проходит брод, выложенный каменными глыбами.
Парк Малевича расположен на Рублёвском шоссе — фактически он представляет собой западную часть Ромашковского леса, который начинается от МКАД и тянется почти до Барвихи.

## История

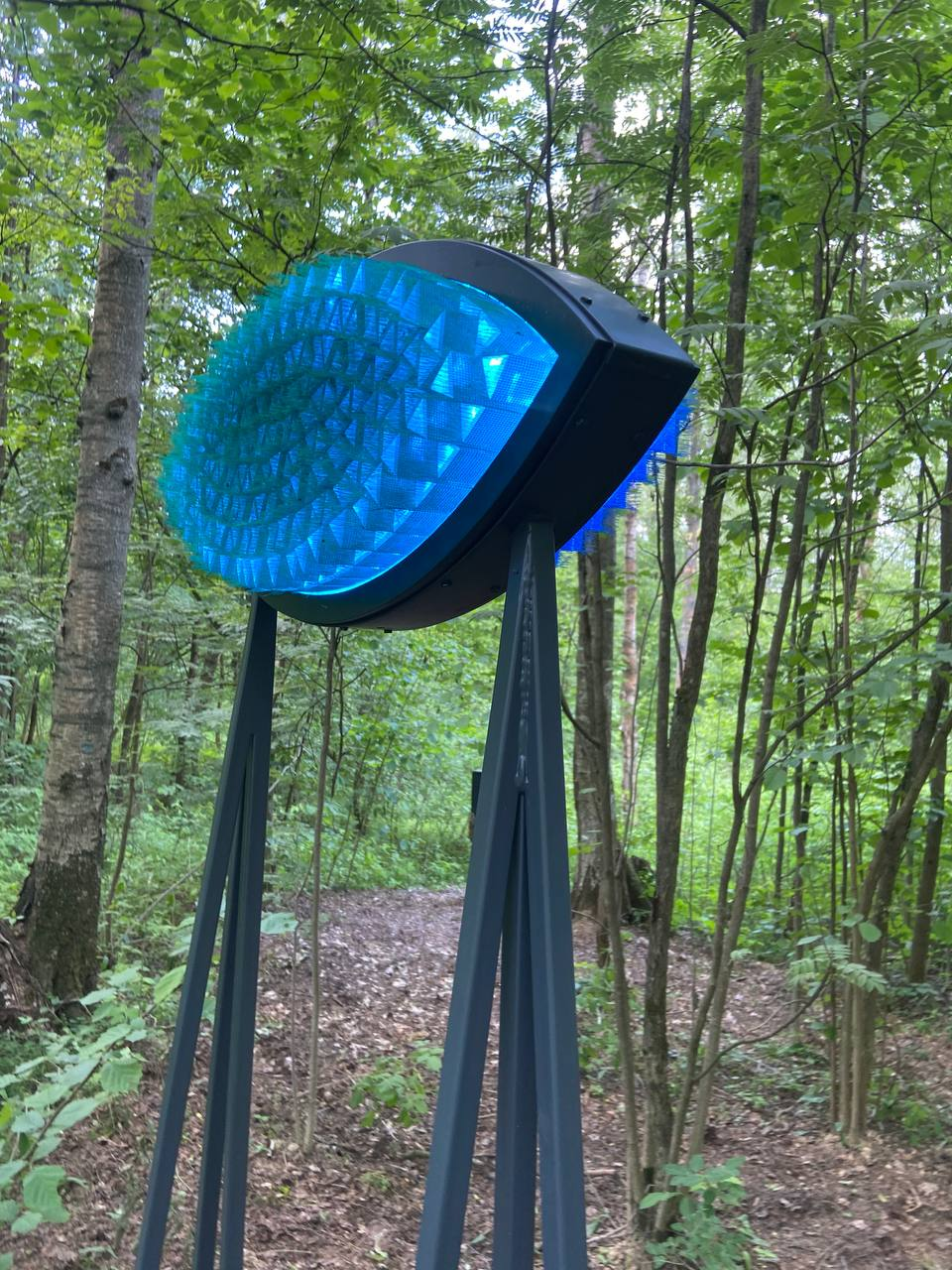
Алла Урбан. «Встреча»

Эта территория тесно связана с именем известного русского авангардиста Казимира Малевича, что предопределило образ пространства парка, отсылающий к традициям русского супрематизма. Парк Малевича позиционирует себя как арт-парк, где несколько паблик-арт-объектов, ранее экспонировавшихся в разных локациях.
Парк проектировался в благоустроенном Ромашковском лесу. Благоустроен лес был к 2019 году и превращён в детский парк Раздолье небольшой Шульгинский лес к западу от Рублёвского проезда. Проектирование парка Малевича началось в 2019 году; основные объекты сданы в 2020.
Парк открылся для посещения в конце декабря 2020 года. Пока самый заметный объект в нём — это зеркальная входная группа, созданная Григорием Ореховым по мотивам картины «Чёрный квадрат» художника Казимира Малевича.
В 2023 году в парке закончены работы по возведению двух водопадов с ручьями, фонтаном и смотровой площадкой, разработанных архитектора бюро Basis.
В 2025 году стал известен как место, где было найдено тело бывшего министра транспорта РФ Романа Старовойта.

## Флора и фауна
В парке встречаются: ель, дубы, лещина, жимолость, бересклет бородавчатый, медуница, зеленчук, копытень, лунник, купальница, горец.

## Инсталляции
Первая часть выставки ленд-арта, вдохновлённой русским авангардом, была зимняя: арт-объекты ярко выделялись на фоне зимнего леса. Самым первым эффектным произведением, обошедшим соцсети, была красная ковровая дорожка длиной 250 метров, лежащая на белом снегу. Это был проект Григория Орехова «Белый лес».
Осенью 2022 года совместно с Третьяковской галереей в парке появилось ряд художественных работ следующих авторов: Игоря Шелковского, Франциско Инфанте-Арана и Нонны Горюновой, Леонида Тишкова, Аристарха Чернышева, а ещё был установлен кинетический объект «Реконструкция механической самонапряжённой структуры Карла Иогансона» работы Вячеслава Колейчука.

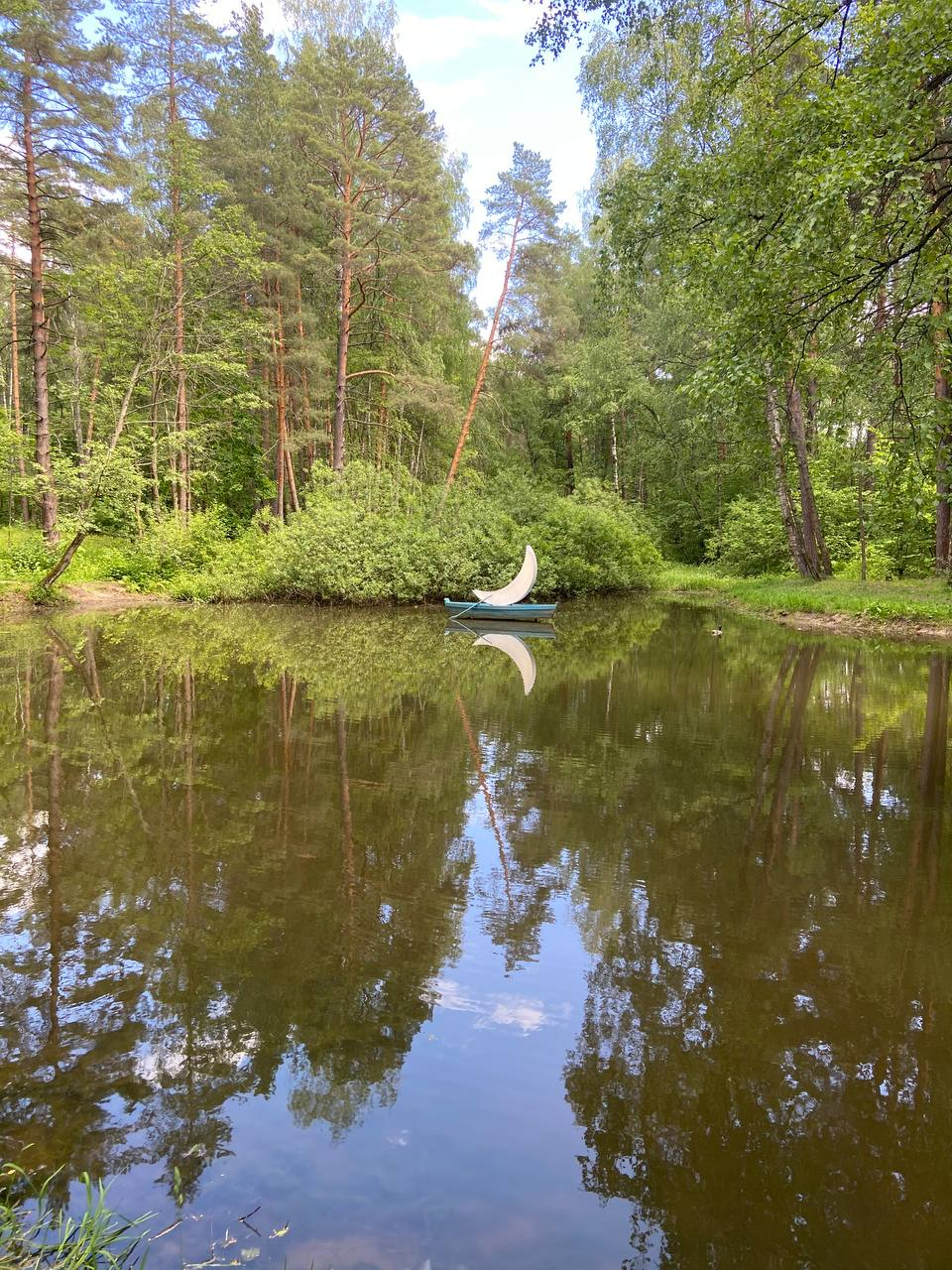
Леонид Тишков. «Частная луна»

Научный куратор выставки — завотделом новейших течений Третьяковской галереи Ирина Горлова, куратор — Ксения Новохатько. Произведения остаются в собственности парка.

## Инфраструктура
Освещённый маршрут по ухоженным тропинкам составляет около 10 километров, велосипедный — 2,5 километра.
В центральной части парка есть специальные места для активного отдыха: волейбольные площадки, теннисные столы, зона для воркаута и два футбольных поля с подогревом.
Для посетителей доступен дополненный аудиогид «При чём тут Малевич?».

## Премии
В самом начале июня 2023 года Парк Малевича включили в пятёрку лучших российских проектов в направлении «Общественные пространства» по версии экспертов «АРХ Москвы».
В 2022 парк вышел в финал ежегодной мультидисциплинарной премии Московского урбанистического форума MUF Community Awards и был номинирован на премию ArchDaily 2022 «Здание года».